# Barros Cassal
Barros Cassal é um município brasileiro do estado do Rio Grande do Sul. Pode ser acessado via BR/RS 153/471, ficando a 256 km da capital Porto Alegre.

## Geografia
Localiza-se a uma latitude 29º05'36" sul e a uma longitude 52º34'58" oeste, estando a uma altitude de 647 metros.
Possui uma área de 648,25 km² e sua população estimada em 2010 era de 11 354 habitantes.

## História
Atual município de Barros Cassal pertence a uma região habitada por índios, que foram aldeados por jesuítas. Foi o Bandeirante Raposo Tavares que destruiu as reduções de São Joaquim. Os indígenas ficaram livres dos homens brancos até que iniciou-se o povoamento luso, isto em fins do século XVIII. Posteriormente no século XIX recebeu os primeiros imigrantes italianos, a maior parte vindo da região do Vêneto. E mais tarde no século XX chegaram os primeiros imigrantes alemães.
Uma das primeiras sesmarias doadas recebeu a denominação de Rincão de Santo Antônio; Sendo Santo Padroeiro, hoje Nossa Senhora Medianeira. De acordo com o Ato Municipal n. 1 de 10 de maio de 1910, foi considerado Distrito do município de Soledade.
Em 1930, como homenagem ao ilustre político que trabalhou pela implantação da República, a denominação foi trocada para Barros Cassal. Pela Lei n. 4598 de 5 de novembro de 1963, foi elevado à categoria de município, tendo ficado com 764 km² de área, que mantém até a data atual.

## Barros-cassalenses ilustres
- Giovani Grizotti: repórter investigativo da Rádio Gaúcha, Grupo RBS e Rede Globo.
- Jovane Guissone: paratleta brasileiro de esgrima, e medalhista de ouro nos Jogos Paraolímpicos de Londres 2012.
- Samuel Habigzang: Grande ícone digital, e famoso nas redes sociais